# Ferdinand von Hiller

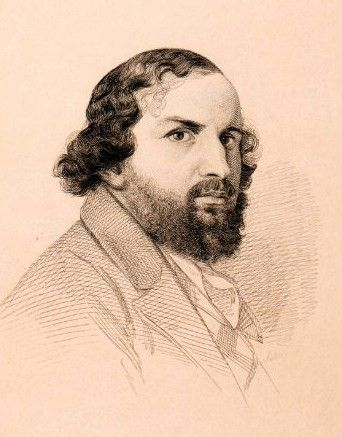
Ferdinand Hiller (um 1840)

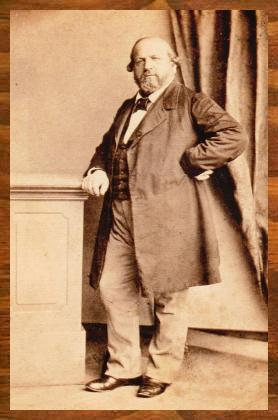
Ferdinand Hiller (um 1865)

Ferdinand Hiller, ab 1875 von Hiller, (* 24. Oktober 1811 in Frankfurt am Main; † 11. Mai 1885 in Köln) war ein deutscher Komponist, Dirigent und Musikpädagoge. 1875 wurde er durch Verleihung des Ordens der Württembergischen Krone in den persönlichen, nicht vererbbaren Adelsstand erhoben.

## Herkunft
Seine jüdischen Eltern waren Justus Hiller (bis 1814 Isaac Hildesheimer, 1760–1833) und dessen Ehefrau Regine Sichel (1786–1839), die Tochter des Kaufmanns Joseph Salomon Sichel († 1798) und dessen Ehefrau Keile Jessel. Sein Vater war Kaufmann und Teilhaber der Manufakturwarenhandlung Sichel und Hildesheimer (ab Dezember 1814 Sichel & Hiller). Der Teilhaber der Firma war sein Onkel Salomon (Sylvestro) Sichel († 1822).

## Leben

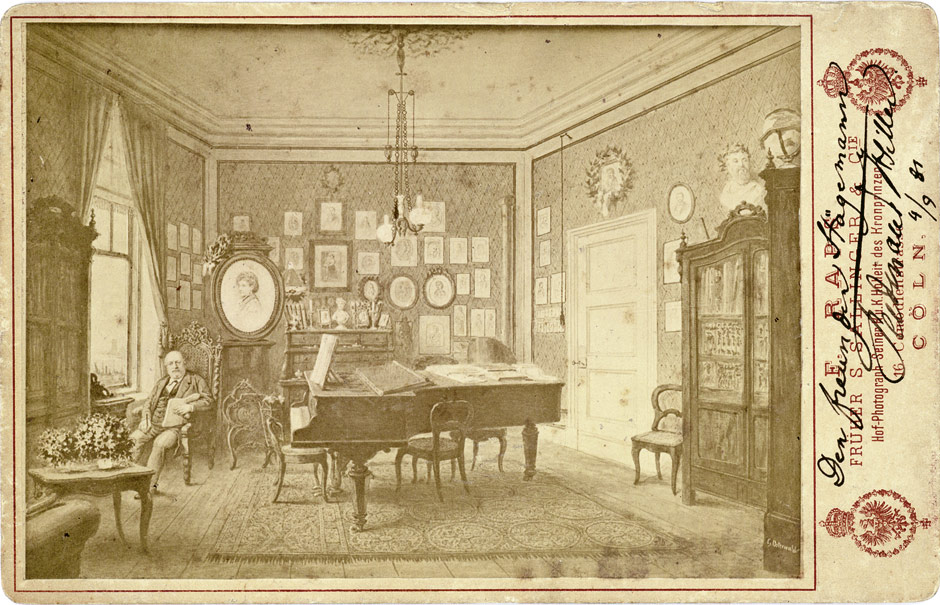
Ferdinand Hiller in seinem Musikzimmer in Köln (1881)

Sein erster Lehrer war Aloys Schmitt. Als er zehn Jahre alt war, schickte ihn sein wohlhabender Vater wegen seiner Kompositionen und seines Talents zu Johann Nepomuk Hummel nach Weimar. Dort widmete er sich der Komposition; zu seinen Werken zählen die Entreactes zur Maria Stuart, durch die er Goethes Bekanntschaft machte. Unter Hummel machte Hiller große Fortschritte als Pianist. Im März/April 1827 unternahmen Hummel und dessen Frau Elisabeth Röckel mit dem 15-Jährigen eine denkwürdige Reise nach Wien, wo sie den sterbenden Ludwig van Beethoven besuchten.

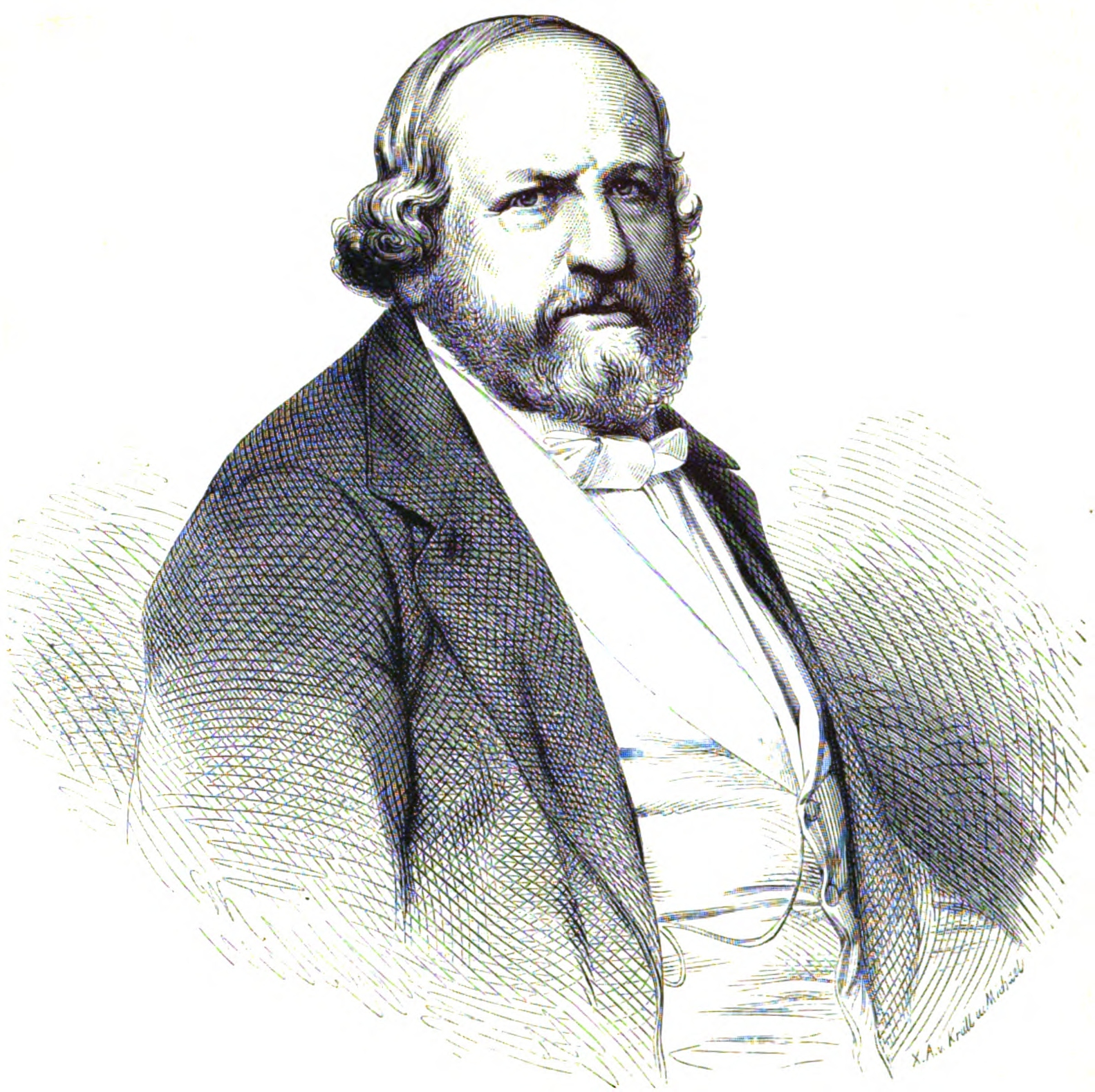
Ferdinand Hiller (1865)

Nach einem kurzen Aufenthalt zu Hause ging Hiller im Oktober 1828 nach Paris, wo er sich bis 1836 aufhielt. Er brachte während dieser Zeit Beethovens 5. Klavierkonzert zur dortigen Erstaufführung. Durch die Empfehlung Hummels erhielt er Zugang zu den Salons von führenden Musikern und Dichtern. Ferdinand Hiller lernte hier unter anderen Luigi Cherubini, Gioachino Rossini, Giacomo Meyerbeer, Hector Berlioz und Franz Liszt sowie Heinrich Heine, Ludwig Börne, Honoré de Balzac und Victor Hugo kennen. Eine besonders enge Beziehung konnte er zu Frédéric Chopin aufbauen, der ihm seine Nocturnes op. 15 widmete. Während seiner Pariser Zeit gab Hiller jährlich gefeierte Konzerte als Pianist (Beethoven, Bach) und Dirigent. Zudem fungierte er einige Zeit als Orgellehrer am Chorons Musikinstitut.
Der Tod seines Vaters machte seine Rückkehr nach Frankfurt für einige Zeit notwendig, aber am 8. Januar 1839 führte er in Mailand seine Oper La Romilda auf, welche trotz Rossinis Empfehlung an der Mailänder Scala durchfiel. Er begann, sein Oratorium Die Zerstörung Jerusalems zu schreiben, das als eines seiner besten Werke gilt. Auf Einladung seines Freundes Mendelssohn konnte er sein Oratorium am 2. April 1840 erfolgreich in Leipzig uraufführen. Im selben Jahr heiratete Hiller die polnische Sängerin Antolka Hogé (1820–1896). 1840/41 wieder in Italien, um Kirchenmusik zu studieren, wurden ihm durch Baini und Santini die Werke Palestrinas vermittelt. Hiller wurde zum Mittelpunkt der deutschen Künstlerkolonie in Rom.
Mendelssohn überredete den Freund, für ihn wegen seiner Verpflichtung in Berlin die Leitung der Gewandhauskonzerte in Leipzig zu übernehmen. Hiller war jedoch nur ein halbes Jahr im Winter 1843/44 in Leipzig, wo es zum bleibenden Zerwürfnis mit Mendelssohn kam. 1844 zog Hiller nach Dresden. Hier führte Hiller zwei weitere Opern, Der Traum und Konradin, 1845 bzw. 1847 auf. Er etablierte die Abonnementskonzerte und übernahm die Leitung der Liedertafel. Er pflegte Kontakte zu Wagner und Freundschaft mit Robert und Clara Schumann. Hiller stand auch in Kontakt zu dem Bankier Carl von Kaskel, welcher der Musik verbunden und ihn anscheinend bei der Finanzierung seiner Konzertreihen unterstützte. 1845 rief Hiller einen Debattierclub geistreicher Leute ins Leben, genannt das „Hillerkränzchen“. In diesem Kreis verkehrten unter anderen Moritz von Schwind, Julius Hübner, Gottfried Semper, Otto Ludwig, Robert Schumann und Richard Wagner. Man traf sich jeden Montag in „Engels Restauration und Billard“ am Postplatz. Den Namen „Hillerkränzchen“ erhielt die Runde erst nach Hillers Weggang aus Dresden.
Als Dirigent kam er 1847 nach Düsseldorf und 1850 nach Köln und leitete die Opéra Italien in Paris 1851 und 1852. In Köln wurde er als Leiter des Gürzenich-Orchesters und des Konservatoriums der Stadt Köln eine Autorität. Ab 1853 war er insgesamt zwölfmal verantwortlicher Festspielleiter der Niederrheinischen Musikfeste. Zu seinem Freundeskreis in Düsseldorf gehörte unter anderen auch Karl Ferdinand Sohn, welcher 1867 während eines Besuchs bei ihm in Köln verstarb. Er zog sich 1884 zurück und starb mit 73 Jahren. Seine Grabstätte befindet sich auf dem Kölner Melaten-Friedhof (HWG zw. Lit. M und T, Nr. 437).
Hiller war Mitglied der Freimaurerloge Zur aufgehenden Morgenröthe in Frankfurt am Main. 1876 wurde er als assoziiertes Mitglied in die Académie royale des Sciences, des Lettres et des Beaux-Arts de Belgique (Classe des Beaux-Arts) aufgenommen.

## Familie
Er heiratete 1841 in Livorno die polnische Sängerin Antolka Hogée (* 12. Januar 1820; † 26. April 1896). Das Paar hatte zwei Kinder:
- Paul (1853–1934), Opernbariton, Theaterdirektor, Musikkritiker, Essayist und Übersetzer
- Antonie, genannt „Tony“ (1850–1931), Schauspielerin ⚭ James Kwast (1852–1927), niederländisch-deutscher Pianist und Musikpädagoge

## Ehrungen

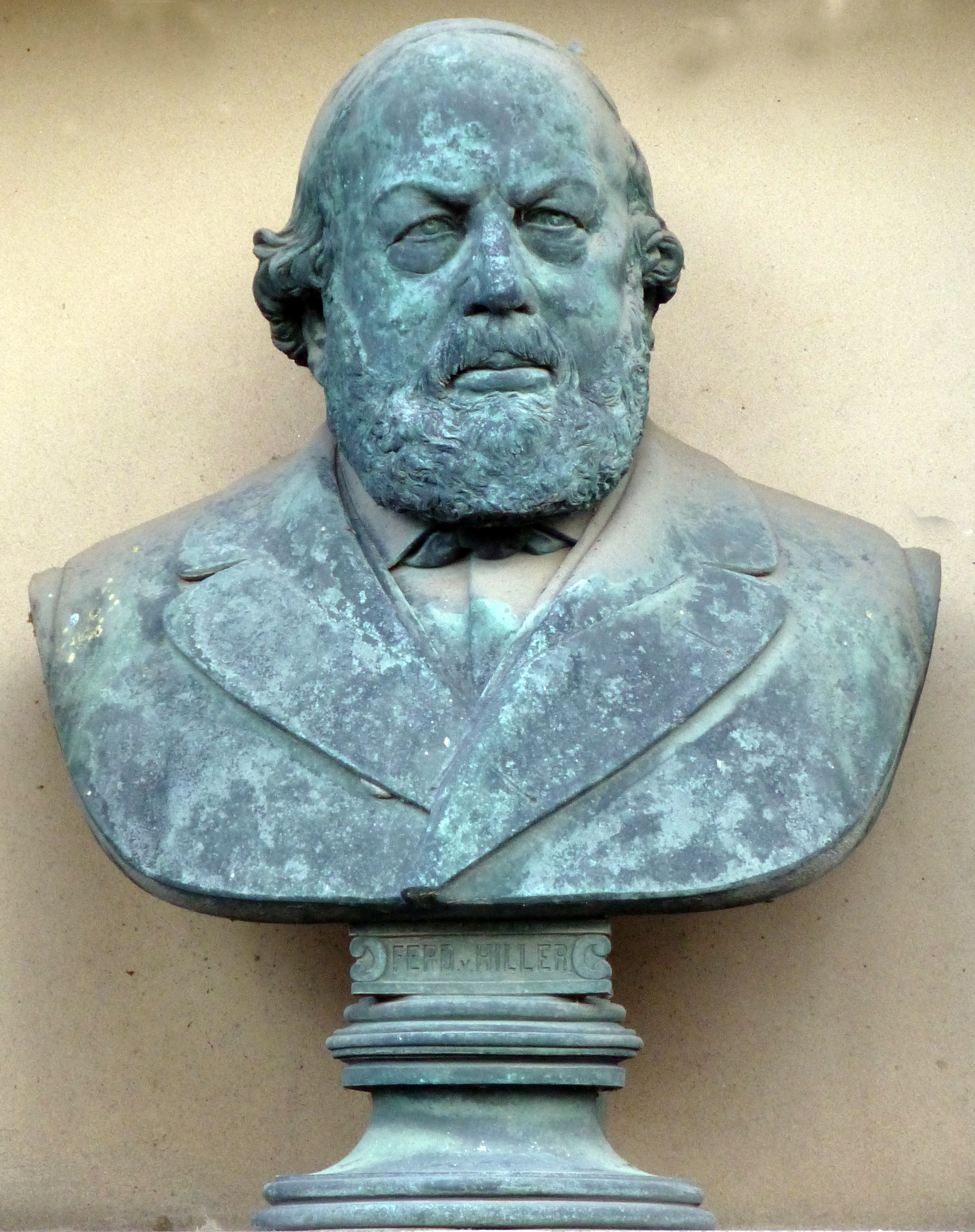
Anton Werres: Büste Ferdinand Hillers

- Bayerischer Maximiliansorden für Wissenschaft und Kunst (1862)
- 1875 wurde er durch Verleihung des Ordens der Württembergischen Krone in den persönlichen, nicht vererbbaren Adelsstand erhoben (Nobilitierung).[7][8]
- Im Kölner Stadtbezirk Lindenthal wurde das Wirken von Ferdinand von Hiller durch die Benennung einer Straße geehrt.[9]

## Werke (Auswahl)

### Bühnenwerke
- La Romilda (Gaetano Rossi), Opera seria (uraufgeführt am 8. Januar 1839 in Mailand)
- Der Traum der Christnacht (Carl Gollmick), 3 Akte (uraufgeführt am 9. April 1845 in Dresden)
- Konradin (Robert Reinick) (uraufgeführt am 13. Oktober 1847 in Dresden)
- Der Advokat (Roderich Benedix), komische Oper, 2 Akte (uraufgeführt am 21. Dezember 1854 in Köln)
- Die Katakomben (Moritz Hartmann), ernste Oper, 3 Akte (uraufgeführt am 15. Februar 1862 in Wiesbaden)
- Der Deserteur (Ernst Pasqué), ernste Oper, 3 Akte (uraufgeführt am 17. Februar 1865 in Köln)

### Orchesterwerke
- Vier Sinfonien, darunter
- Sinfonie e-Moll op. 67 (Es muss doch Frühling werden)
- Sinfonie G-Dur (Im Freien)

### Werke für Klavier und Orchester
- Klavierkonzert Nr. 1 f-Moll op. 5
- Klavierkonzert Nr. 2 fis-Moll op. 69 (uraufgeführt am 26. Oktober 1843 im Leipziger Gewandhaus)
- Klavierkonzert Nr. 3 Concerto espressivo As-Dur op. 170
- Konzertstück für Klavier und Orchester op. 113

### Weitere Werke
- Die Zerstörung Jerusalems (Oratorium)
- ABC-Buch für kleine und große Kinder / gezeichnet von Dresdner Künstlern. Mit Erzählungen und Liedern von R. Reinick und Singweisen von Ferdinand Hiller. Wigand, Leipzig 1845 Digitalisierte Ausgabe der Universitäts- und Landesbibliothek Düsseldorf
- In: Düsseldorfer Lieder-Album: 6 Lieder mit Pianofortebegleitung. – Düsseldorf: Arnz, 1851. Digitalisierte Ausgabe der Universitäts- und Landesbibliothek Düsseldorf
- Cradle Song (Wiegenlied): für zwei Stimmen mit Klavierbegleitung. Opus 39/7 – G. Schirmer (Breitkopf & Härtel) 1888

## Publikationen
- Plaudereien mit Rossini, Kölnische Zeitung, 1855 (als Buchausgabe in Aus dem Tonleben unserer Zeit, Bd. 2, S. 1–84; Neuausgabe hg. von Guido Johannes Joerg, Stuttgart 1993 sowie in: Joerg, ,Göttlicher Meister, ich habe dich verkannt!‘ – Gioachino Rossini aus der Sicht des frühen biographischen Schrifttums in deutscher Sprache. – Köln 2019. – Bd. II, S. 827–846 (Einführung), 847–884, 885–905 (Anlagen) und Bd. III, S. 517–569 (Kommentare)).
- Aus dem Tonleben unserer Zeit, 3 Bände, 1868–1871
- Ludwig van Beethoven – gelegentliche Aufsätze, 1871. onlineim IMSLP
- Briefe an eine Ungenannte. Köln 1877
- Künstlerleben, 1880
- Erinnerungsblätter, 1884

## Schüler
- Caspar Joseph Brambach (1833–1902)
- Max Bruch (1838–1920)
- Julius Buths (1851–1920)
- Hugo Grüters (1851–1928)
- Friedrich Gernsheim (1839–1916)
- Gisbert Enzian (1847–1919)
- Engelbert Humperdinck (1854–1921)
- Carl Venth (1860–1938)